# Église Saint-Théodulphe de Champigny
L'église Saint-Théodulphe de Champigny est une église romane située à Champigny dans la Marne.

## Histoire
Les habitants de Champigny sont seigneurs de leurs terres depuis 1340, et bâtissent leur domaine autour de l'église Saint-Théodulphe dont la construction (abside, transept, nef, portail) est attribuée au XIIe siècle. Le porche d'origine a disparu. Les fonts baptismaux dateraient du XVIe siècle.
La cloche fut bénite en 1845. En 1847, un conseil municipal met la rénovation de l'église à l'ordre du jour.
Trois restes de vitraux sont classés en 1905 (détruits depuis). La chaire à prêcher (XVIIe siècle, reconstruite après 1918) et le coffret aux saintes huiles sont classés en 1915. 
L'église est en partie détruite pendant la Première Guerre mondiale puis reconstruite. La Vierge à l'Enfant (XVe siècle) est classée en 1963. 
En 2013, la mairie a mené des travaux de rénovation du système électrique, de la toiture et de la sacristie.

## Description
De type romane, l'église comprend un bénitier, une porte en cintre, deux autels en pierre, un clocher en bois contenant une cloche de 0,75 mètre de diamètre.
Un médaillon avec draperie est le seul hommage à Saint-Théodulphe (Saint-Thiou).